# Canções revolucionárias armênias
Canções revolucionárias armênias (em armênio/arménio:  Հայ յեղափոխական երգեր, Hay heghapokhagan yerker) são canções que promovem o patriotismo armênio. As origens dessas canções datam, em grande parte, do final do século XIX e início do XX, quando os partidos políticos armênios foram estabelecidos para lutar pelos direitos políticos e civis dos armênios que viviam no Império Otomano.

## História
O movimento revolucionário armênio, inicialmente liderado pelo Partido Social Democrata Hunchakian e pela Federação Revolucionária Armênia, ocorreu no final do século XIX e início do XX. Ele foi causado por anos de opressão do Império Otomano, especialmente sob o governo do sultão Abdulamide II. Este foi o período em que os armênios começaram a exigir os seus direitos mais básicos e a defender cidades armênias da opressão otomana. Certos grupos patrióticos armados, chamados fedayees, formaram-se para combater a opressão turca e defender as cidades armênias de bandidos curdos. Em alguns casos, foram bem sucedidos em defender os habitantes locais armênios, conquistando apoio popular e elevando-os ao status de heróis. Este ambiente foi, portanto, ideal para o desenvolvimento de canções patrióticas armênias como maneira de apoiá-los.

## Significado
Algumas das canções contam histórias individuais dos fedayees, como Serob Pasha e o general Andranik Toros Ozanian, que confrontaram o ataque turco. Eles também falam sobre batalhas históricas, operações de guerrilha de sucesso, mortes heróicas e o genocídio armênio, entre outros temas sensíveis. As músicas geralmente são ouvidas em reuniões armênias. Elas também são vistas como uma forma de educar a nova geração de armênios sobre a sua história através das canções.
Canções revolucionárias armênias são muito populares entre os jovens da diáspora armênia, e são geralmente uma referência aos membros da Federação Revolucionária Armênia.

## Lista
Abaixo está uma lista de várias canções armênias bem conhecidas. Cantores atuais populares que se dedicam a elas incluem Karnig Sarkissian, George Tutunjian, Nersik Ispiryan, Harout Pamboukjian, Berj Nakkashian e Samuel Vartanian.
A transcrição em inglês de seus nomes armênios foi realizado no dialeto armênio Oriental. 
| Nome original           | Transcrição                 | Tradução                         | Lírico          | Música          | Data | Escrito por                         |
| ----------------------- | --------------------------- | -------------------------------- | --------------- | --------------- | ---- | ----------------------------------- |
| Հայ քաջեր               | Hay kajer                   | Bravos armênios                  | Nersik Ispiryan | Nersik Ispiryan |      | Harout Pamboukjian, Nersik Ispiryan |
| Հասնինք Սասուն          | Nós vamos chegar a Sassúnia | We'll Get to Sasun               |                 |                 |      | Harout Pamboukjian                  |
| Պիտի գնանք              | Nós devemos ir              | We Must Go                       |                 |                 |      | Nersik Ispiryan                     |
| Դաշնակ Դրո              | Dashnak Dro                 | Federação Revolucionária Armênia |                 |                 |      | Hrant & Gayane                      |
| Ձայն տուր ով ֆիդա       | Dzayn tur ov fida           | Fale, fedayee                    |                 |                 |      | Sahak Sahakyan                      |
| Քաջ Նժդեհ               | Kaj Nzhdeh                  | Admirável Nzhdeh                 |                 |                 |      | Nersik Ispiryan                     |
| Գևորգ Չավուշի հիշատակին | Gevorg Chavushi hishatakin  | Na memória de Chavush            |                 |                 |      | Nersik Ispiryan                     |
| Հայ ֆիդայիք             | Hay fedayik                 | fedayees armênios                |                 |                 |      | Harout Pamboukjian                  |
| Գինի լից                | Gini lits                   | Despeje o vinho                  |                 |                 |      |                                     |
| Ախպերս ու ես            | Akhpers u yes               | Meu irmão e eu                   |                 |                 |      |                                     |
| Կովկասի քաջեր           | Kovkasi kajer               | Bravos caucasianos               |                 |                 |      |                                     |
| Արդյոք ովքեր ե՞ն        | Artyok ovker en             | Quem são eles?                   |                 |                 |      |                                     |
| Արյունոտ դրոշ           | Aryunot drosh               | Bandeira sangrenta               |                 |                 |      |                                     |
| Գետաշեն                 | Getashen                    | Getashen                         |                 |                 |      |                                     |
| Լեռան լանջին            | Leran lanjin                | Na encosta de uma montanha       |                 |                 |      |                                     |
| Մեր Հայրենիք            | Mer Hayrenik                | Nossa pátria                     |                 |                 |      |                                     |
| Զարթի՛ր, լաօ            | Zartir lao                  | Acorde, meu caro                 |                 |                 |      |                                     |
| Զեյթունցիներ            | Zeytuntsiner                | Pessoas de Zeytun                |                 |                 |      |                                     |
| Ադանայի կոտորածը        | Adanayi godoradzuh          | O massacre de Adana              |                 |                 |      |                                     |
| Աքսորի երգը             | Aksori Yerkuh               | A canção de um refugiado         |                 |                 |      |                                     |
| Պանք Օթօմանի գրաւումը   | Bank Otomani gravume        | Banco Otomano                    |                 |                 |      |                                     |